# Parmena (Rosaceae)
Parmena là một chi thực vật có hoa trong họ Hoa hồng.